# هارمونی (رود آیلند)
هارمونی (به انگلیسی: Harmony) شهری در ایالت رود آیلند کشور ایالات متحده آمریکا است که جمعیت آن در سرشماری سال ۲۰۱۰ میلادی، ۹۸۵ نفر بوده‌است.